# Trayes
Trayes település Franciaországban, Deux-Sèvres megyében. Lakosainak száma 115 fő (2022. január 1.). Trayes Largeasse, Neuvy-Bouin és Vernoux-en-Gâtine községekkel határos.

## Népesség
A település népessége az elmúlt években az alábbi módon változott:
| Lakosok száma | 138  | 133  | 135  | 122  | 121  | 121  | 122  | 119  | 115  |
|               | 2013 | 2015 | 2016 | 2017 | 2018 | 2019 | 2020 | 2021 | 2022 |